# Jan Fransen (Radsportler)
Jan Fransen (* 12. Januar 1940 in Halfweg) ist ein ehemaliger niederländischer Radrennfahrer.

## Sportliche Laufbahn
Fransen war im Straßenradsport aktiv. 1964 siegte er in der Ronde van Drenthe und im Grand Prix Gouda, im Kattekoers wurde er Dritter. 1965 gelang ihm ein Etappensieg im Omloop van Zeeuws-Vlaanderen. 1965 bestritt er mit der Nationalmannschaft die Internationale Friedensfahrt. Er beendete das Etappenrennen nicht.
1966 wurde er Berufsfahrer im Radsportteam Willem II–Gazelle und blieb bis 1968 als Radprofi aktiv. Er hatte als Profi keine Erfolge. 1967 fuhr er die Tour de Suisse, kam jedoch nicht ins Ziel.